# 古庄站 (日本)

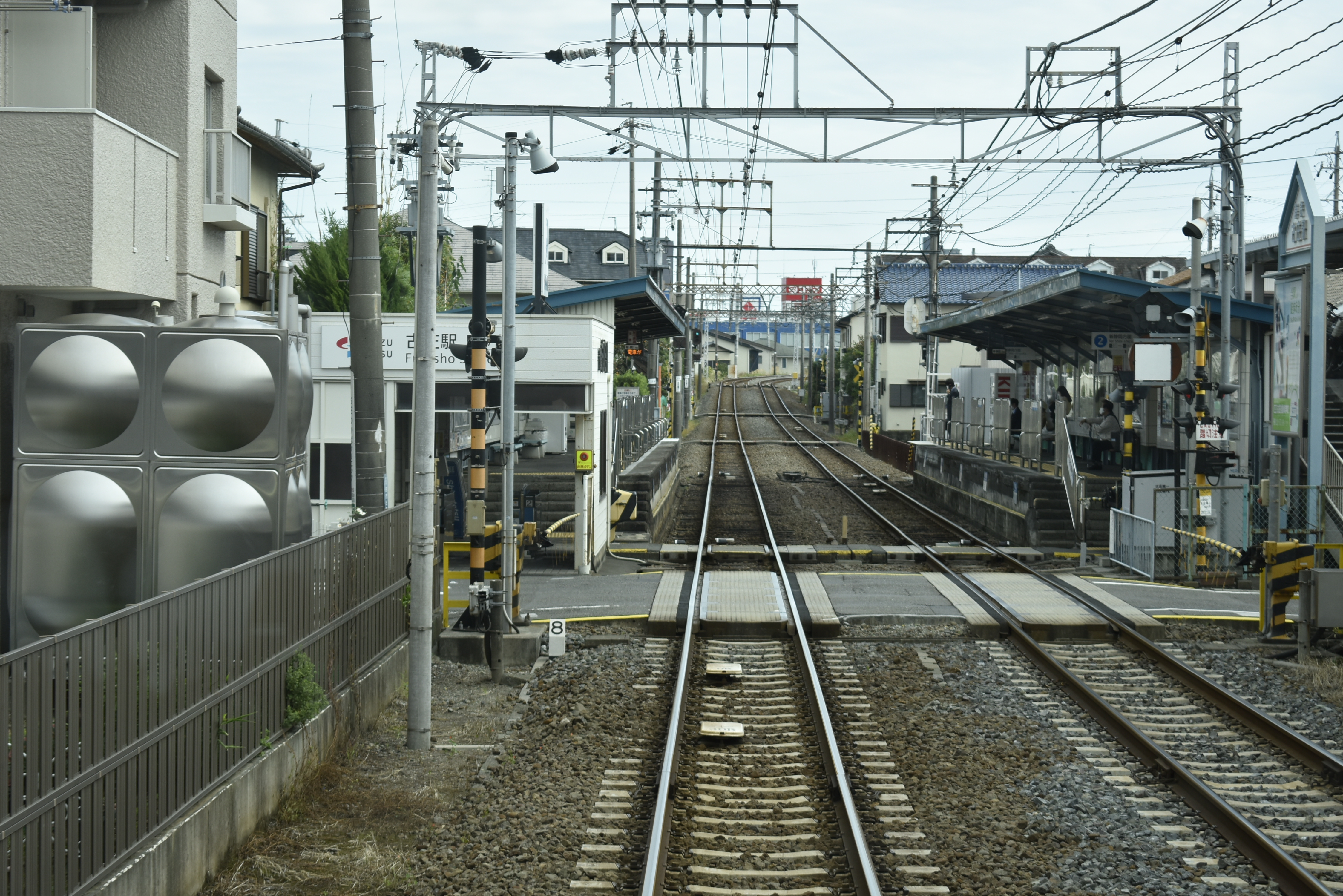
從下行線望向此站（2020年10月）

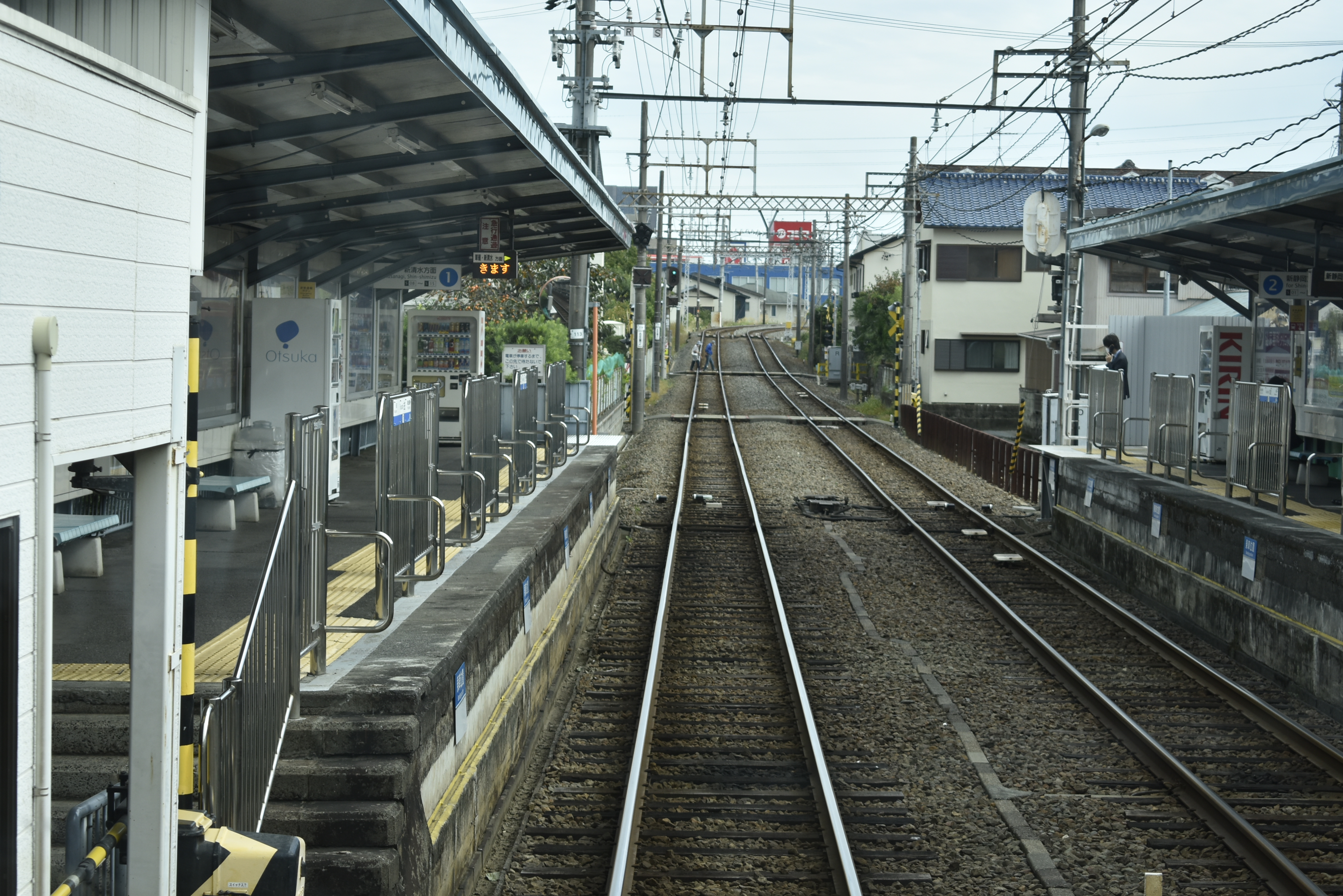
下行列車進站中（2020年10月）

古庄站（日语：／ Furusho eki */?）是位於靜岡縣靜岡市葵區古庄三丁目20番36號，靜岡鐵道的靜岡清水線車站。車站編號為S07。

## 歷史
- 1908年（明治41年）12月9日 - 車站啟用

在1996年（平成8年）3月31日前，此站是急行停車站。現時為急行通過站（新清水方向），通勤急行（新靜岡方向）停車站。

## 車站構造

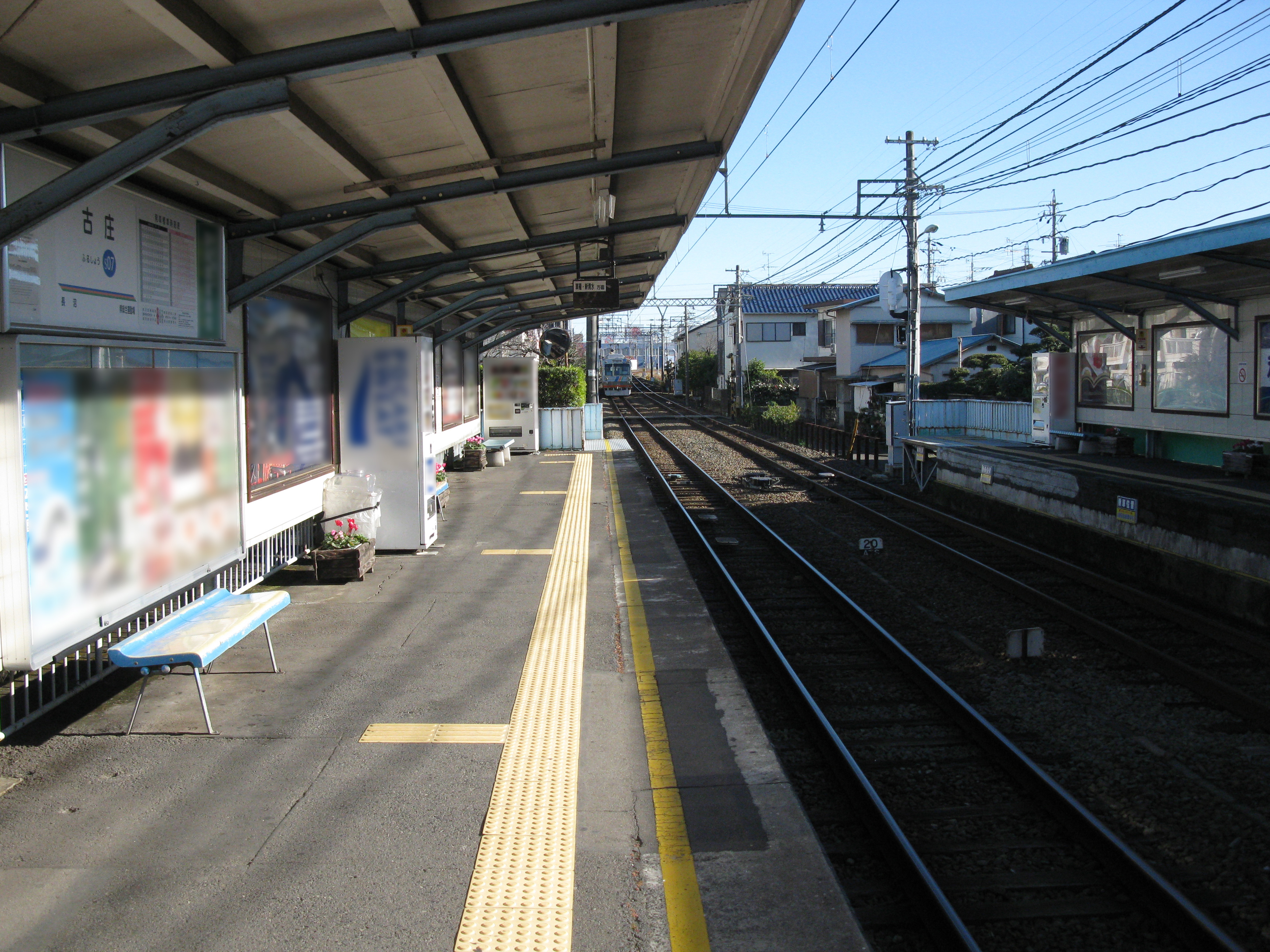
月台（2010年12月）

車站是一座地面車站，設有2面2線的單式月台。兩月台之間設有站內平交道連接。此站是通勤急行停車站，同時為急行通過站。上行月台設有男女共用濕廁。

### 月台
| 月台 | 路線        | 上下行 | 方向             |
| ---- | ----------- | ------ | ---------------- |
| 1    | ●靜岡清水線 | 下行   | 草薙、新清水方向 |
| 2    | ●靜岡清水線 | 上行   | 新靜岡方向       |

## 使用狀況
根據「靜岡市統計書」，2018年度一日平均乘車人次為1,798人，下車人次為1,806人。以上落人次比較，於靜岡清水線15座車站中排名第6。以下為近年上落人次列表：
| 年度               | 1日平均上落人次 | 1日平均上落人次 | 1日平均上落人次 |
| 年度               | 上車人次        | 落車人次        | 合計            |
| ------------------ | --------------- | --------------- | --------------- |
| 2002年（平成14年） | 1,328           | 1,625           | 2,953           |
| 2003年（平成15年） | 1,333           | 1,650           | 2,983           |
| 2004年（平成16年） | 1,325           | 1,648           | 2,973           |
| 2005年（平成17年） | 1,631           | 1,592           | 3,223           |
| 2006年（平成18年） | 1,353           | 1,707           | 3,060           |
| 2007年（平成19年） | 1,366           | 1,697           | 3,063           |
| 2008年（平成20年） | 1,608           | 1,529           | 3,137           |
| 2009年（平成21年） | 1,523           | 1,456           | 2,979           |
| 2010年（平成22年） | 1,386           | 1,384           | 2,770           |
| 2011年（平成23年） | 1,414           | 1,490           | 2,904           |
| 2012年（平成24年） | 1,499           | 1,590           | 3,089           |
| 2013年（平成25年） | 1,570           | 1,591           | 3,161           |
| 2014年（平成26年） | 1,594           | 1,597           | 3,191           |
| 2015年（平成27年） | 1,679           | 1,668           | 3,347           |
| 2016年（平成28年） | 1,753           | 1,745           | 3,498           |
| 2017年（平成29年） | 1,789           | 1,784           | 3,573           |
| 2018年（平成30年） | 1,798           | 1,806           | 3,604           |

## 車站周邊
- 靜岡縣立靜岡農業高等學校（日语：静岡県立静岡農業高等学校）
- 靜岡中央警署（日语：静岡中央警察署）古庄派出所
- 古庄駕駛學校
- 山田電機Teccland靜岡國吉田店
- 小島（日语：コジマ）×Bic Camera靜岡店

## 相鄰車站
靜岡鐵道
 S  靜岡清水線
■通勤急行
日吉町（S02）←古庄（S07）←草薙（S10）
■急行
通過
■普通
長沼（S06）－古庄（S07）－縣綜合運動場（S08）

## 注腳
1. 1 2  月台方向表示採用靜鐵官方網站中此站的「時間表」為準
2. ↑  静岡市統計書 （页面存档备份，存于）（日語） - 靜岡市

## 外部連結
- 時間表、沿線資訊 - 古庄站 （页面存档备份，存于）（日語） - 靜鐵集團